# Rhostrehwfa
Rhostrehwfa är en by i community Llangristiolus, på ön Anglesey, i kommunen Isle of Anglesey, i Wales. Byn är belägen 20 km från Holyhead. Byn hade 549 invånare år 2021.